# Reoto Kodama
Reoto Kodama (japanisch 兒玉 澪王斗 Kodama Reoto; * 24. April 2002 in der Präfektur Kagoshima) ist ein japanischer Fußballspieler.

## Karriere
Reoto Kodama erlernte das Fußballspielen in den Jugendmannschaften von F.Cuore und Sagan Tosu. Bei Sagan Tosu unterschrieb er am 1. Februar 2021 seinen ersten Profivertrag. Der Verein aus Tosu, einer Stadt in der Präfektur Saga, spielte in der ersten japanischen Liga. Hier kam er bis Mitte Juni 2021 nicht zum Einsatz. Am 15. Juni 2021 wechselte er auf Leihbasis zum Zweitligisten SC Sagamihara nach Sagamihara. Sein Zweitligadebüt gab Reoto Kodama am 26. Juni 2021 (20. Spieltag) im Auswärtsspiel gegen Blaublitz Akita. Hier stand er in der Startelf und wurde in der 70. Minute gegen Kōta Hoshi ausgewechselt. In der 68. Minute erzielte er sein erstes Tor in der zweiten Liga, wo er zum 1:1-Ausgleich traf. Das Spiel endete 1:1. Mit dem Verein aus Sagamihara belegte man am Saisonende 2021 den 19. Tabellenplatz und stieg in die dritte Liga ab. Für Sagamihara bestritt er 16 Zweitligaspiele. Die Saison 2022 wurde er vom Zweitligisten Renofa Yamaguchi FC ausgeliehen.